# Ruthenica gallinae
Ruthenica gallinae is een slakkensoort uit de familie van de Clausiliidae. De wetenschappelijke naam van de soort is voor het eerst geldig gepubliceerd in 1861 door E.A. Bielz.